# گابریله کارارا
گابریله کارارا (ایتالیایی: Gabriele Carrara؛ زادهٔ ۱۵ اوت ۱۹۵۴) بازیگر و دوبلور اهل ایتالیا است. وی کار بازیگری‌اش را در سال ۱۹۷۰ با نقش‌آفرینی در تله‌فیلم «یک شب طوفانی» آغاز کرد.
از فیلم‌هایی که وی در آن‌ها نقش داشته است، می‌توان به دختران اس‌اس اشاره نمود.